# Roger Pontare
Fred Roger Pontare é um músico sueco, nascido em 17 de outubro de 1951 em Estocolmo e atualmente vive em Örnsköldsvik.
Ele representou a Suécia duas vezes no Festival Eurovisão da Canção , em 1994 (num dueto com Marie Bergman) com "Stjärnorna" e em 2000 com "When Spirits Are Calling My Name".